# Leprások Keresztelő Szent János-temploma
A Leprások Keresztelő Szent János-temploma (olaszul: Chiesa di San Giovanni dei Lebbrosi) egy palermói templom. A templomot a normann uralom alatt építették, aminek építészetére az arab befolyás erősen hatott. Az építészek maguk is fátimidák lehettek. A templom védőszentje Keresztelő Szent János. 
A templomot 1071-re építették fel Robert Guiscard normann kalandor és I. Roger gróf utasítására. A hagyományok szerint az akkor arab települést ostromló normannok a hely közelében, egy arab vár mellett vertek sátrat. Ezen a helyen emeltek ideiglenes szentélyt a normannok, amely később a templom részévé vált. A lepratelep azért épült mert II.Roger fivére leprában halt meg. Az évek alatt a templom különböző rendek felügyelete alatt állt, beleértve a német lovagrendet is.   
A templom jelentős restaurációt 1920 és 1934 között kapott. A belső oszlopot kufikus írású díszeket kapott.

## Elhelyezkedése
A templom az Oreto folyótól keletre, az Admirális-hídtól nem messze található. 